# Эмоции у животных

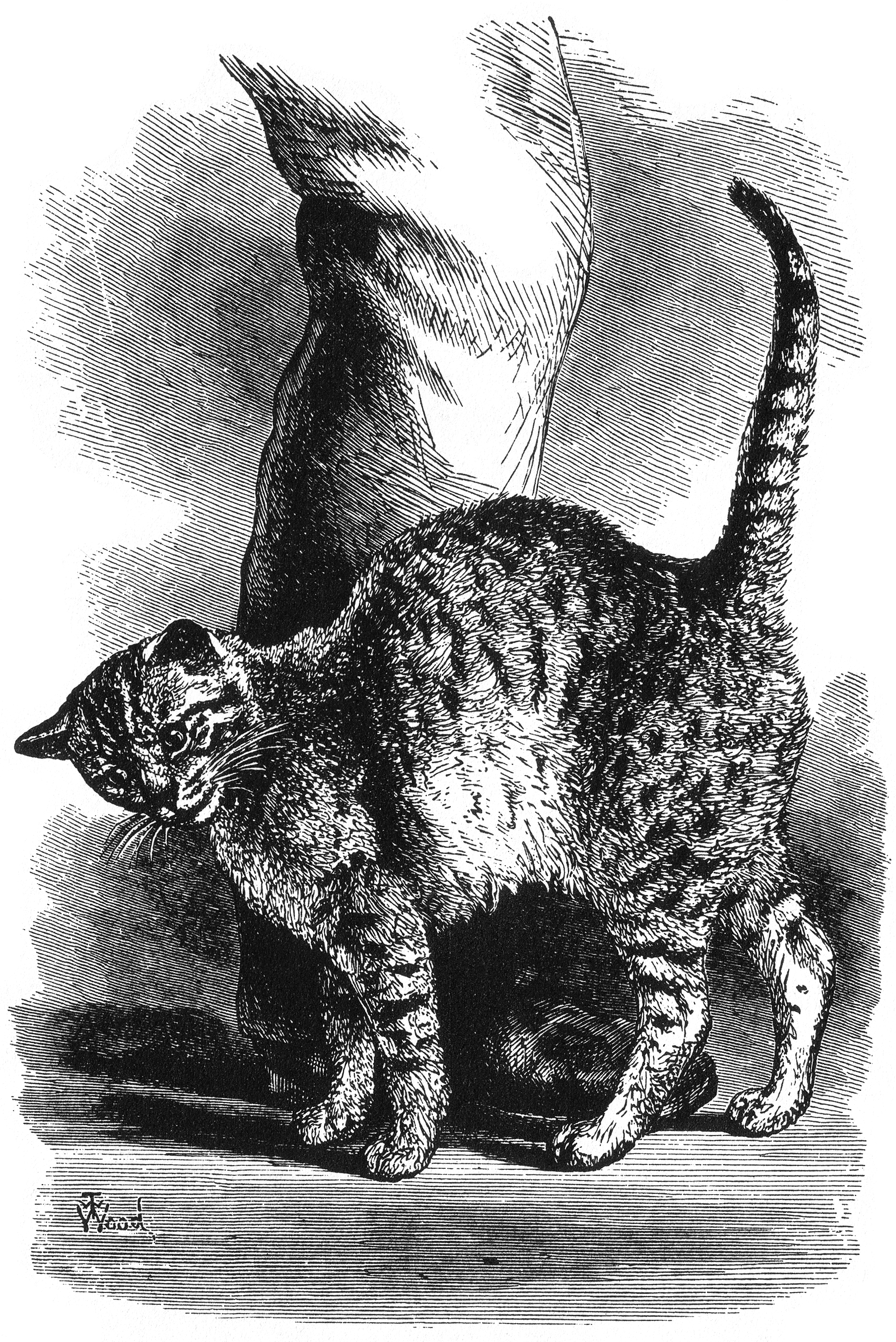
Рисунок кошки, сделанный Т. В. Вудом в книге Чарльза Дарвина «Проявление эмоций у животных и человека», подписанный как «в любящем расположении духа».

Эмоция определяется как любое мысленное переживание с высокой интенсивностью и высоким гедонистическим содержанием. Считается, что существование и природа эмоций у животных коррелируют с эмоциями человека и произошли от тех же механизмов. Чарльз Дарвин был одним из первых ученых, писавших на эту тему, и его наблюдательный (а иногда и анекдотический) подход с тех пор превратился в более надежный, основанный на гипотезах, научный подход. Тесты на когнитивное искажение и модели выученной беспомощности продемонстрировали чувство оптимизма и пессимизма у самых разных видов животных, включая крыс, собак, кошек, макак-резус, овец, цыплят, скворцов, свиней и пчёл. Яак Панксепп сыграл большую роль в изучении эмоций животных, основывая свои исследования на неврологическом аспекте. Упоминается семь основных эмоциональных чувств, отраженных через различные нейродинамические лимбические системы эмоционального действия, включая поиск, страх, ярость, похоть, заботу, панику и игру. Такие эмоциональные реакции можно эффективно контролировать с помощью стимуляции мозга и фармакологии.
Эмоции наблюдались и в дальнейшем исследовались с помощью множества различных подходов, включая бихевиоризм, сравнительный, анекдотический, особенно подход Дарвина и наиболее широко используемый сегодня научный подход, который имеет ряд подполей, включая функциональные, механистические, когнитивные тесты на предубеждение, самолечение, веретенообразные нейроны, вокализацию и неврологию.
В то время как эмоции у животных до сих пор весьма спорная тема, они изучались на обширном массиве видов, больших и малых, включая приматов, грызунов, слонов, лошадей, птиц, собак, кошек, пчёл и раков.

## Этимология, определения и различия
Слово «эмоция» восходит к 1579 году, когда оно образовалось от французского слова émouvoir, что означает «возбуждать». Однако самые ранние предшественники этого слова, вероятно, уходят к дальним истокам языка.
Эмоции были описаны как дискретные и последовательные реакции на внутренние или внешние события, которые имеют особое значение для организма. Эмоции непродолжительны и состоят из скоординированного набора реакций, которые могут включать физиологические, поведенческие и нервные механизмы. Эмоции также были описаны как результат эволюции, поскольку они хорошо решали древние повторяющиеся проблемы, с которыми сталкивались древние люди.

### Простые и сложные человеческие эмоции
У людей иногда различают «простые» и «сложные» эмоции. Шесть эмоций были классифицированы как простые (базовые): гнев, отвращение, страх, счастье, печаль и удивление. Сложные эмоции включают презрение, ревность и симпатию . Однако проводить такое разделение трудно, и часто говорят, что животные выражают даже сложные эмоции.

## Предпосылки

### Бихевиористский подход

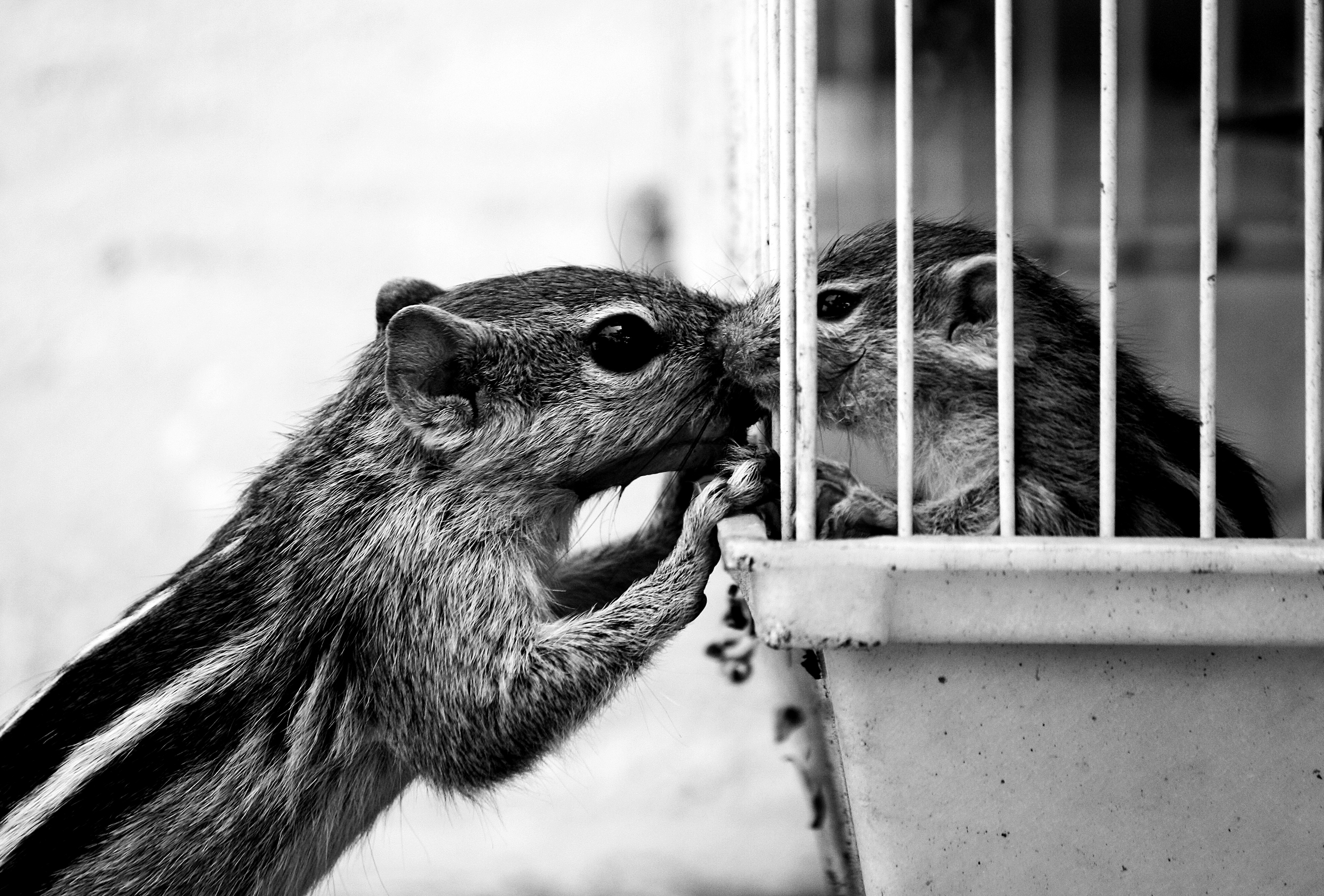
Белка общается со своим детёнышем.

До развития наук о животных, таких как сравнительная психология и этология, интерпретация поведения животных имела тенденцию отдавать предпочтение минималистскому подходу, известному как бихевиоризм. Этот подход отказывается приписывать животному способность, выходящую за рамки наименее требовательных, которые могли бы объяснить поведение; все, что больше этого, рассматривается как необоснованный антропоморфизм. Бихевиористский подход состоит в том, почему для объяснения некоторого поведения животных люди должны постулировать сознание и все его близкие к человеку следствия, если простая модель стимул-реакции является достаточным объяснением для получения тех же эффектов?
Некоторые бихевиористы, такие как Джон Б. Уотсон, утверждают, что модели «стимул-реакция» дают достаточное объяснение поведения животных, которое описывается как эмоциональное, и что любое поведение, независимо от его сложности, можно свести к простой ассоциации «стимул-реакция». Уотсон описал, что целью психологии было «предсказать какая будет реакция при данном стимуле; или при данной реакции указать, какая ситуация или стимул вызвали реакцию».
Из-за затрагиваемых философских вопросов сознания и разума многие ученые воздерживаются от изучения эмоций животных и человека и вместо этого изучают измеримые функции мозга с помощью нейробиологии.

### Сравнительный подход
В 1903 году К. Ллойд Морган опубликовал Канон Моргана, специальную форму бритвы Оккама, используемую в этологии.

### Подход Дарвина
Чарльз Дарвин первоначально планировал включить главу об эмоциях в Происхождение человека и половой отбор,но по мере развития его идей они расширились до книги «Выражение эмоций у человека и животных». Дарвин предположил, что эмоции являются адаптивными механизмами и служат коммуникативной и мотивационной функциям, и сформулировал три принципа, которые полезны для понимания эмоционального выражения: во-первых, Принцип полезных привычек занимает ламаркистскую позицию, предполагая, что полезные эмоциональные выражения будут передаваться дальше потомству. Во-вторых, Принцип антитезиса предполагает, что некоторые эмоциональные выражения существуют просто потому, что они противостоят выражению, которое является полезным. В-третьих, принцип прямого воздействия возбужденной нервной системы на тело предполагает, что выражение эмоций происходит, когда нервная энергия преодолела какой-то порог и должна быть высвобождена.
Дарвин рассматривал эмоциональное выражение как внешнюю коммуникацию внутреннего состояния, и форма этого выражения часто выходит за рамки его первоначального адаптивного использования. Например, Дарвин отмечает, что люди часто демонстрируют свои клыки, когда насмехаются в ярости, и предполагает, что это означает, что предки человека, вероятно, использовали свои зубы в агрессивных действиях. Как показано в книге Дарвина Выражение эмоций у человека и животных, опубликованной в 1872 году, простое виляние хвостом у домашней собаки имеет множество вариантов использования для передачи множества смыслов.

Примеры положений хвоста собаки как индикатора эмоций
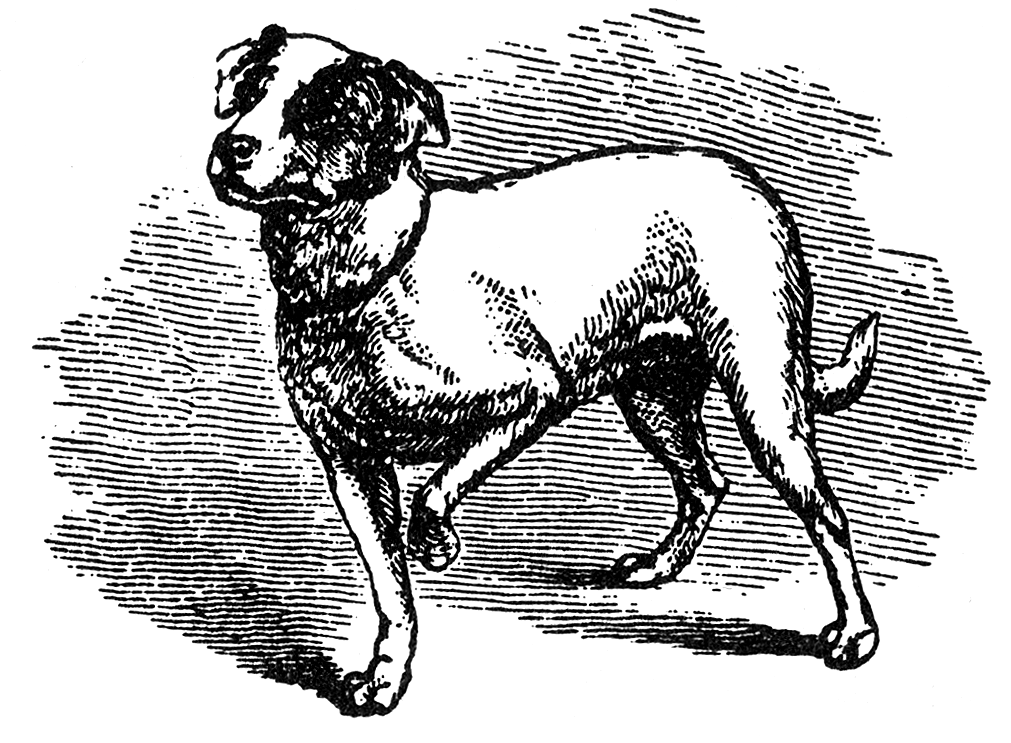
«Маленькая собачка смотрит на кошку на столе»
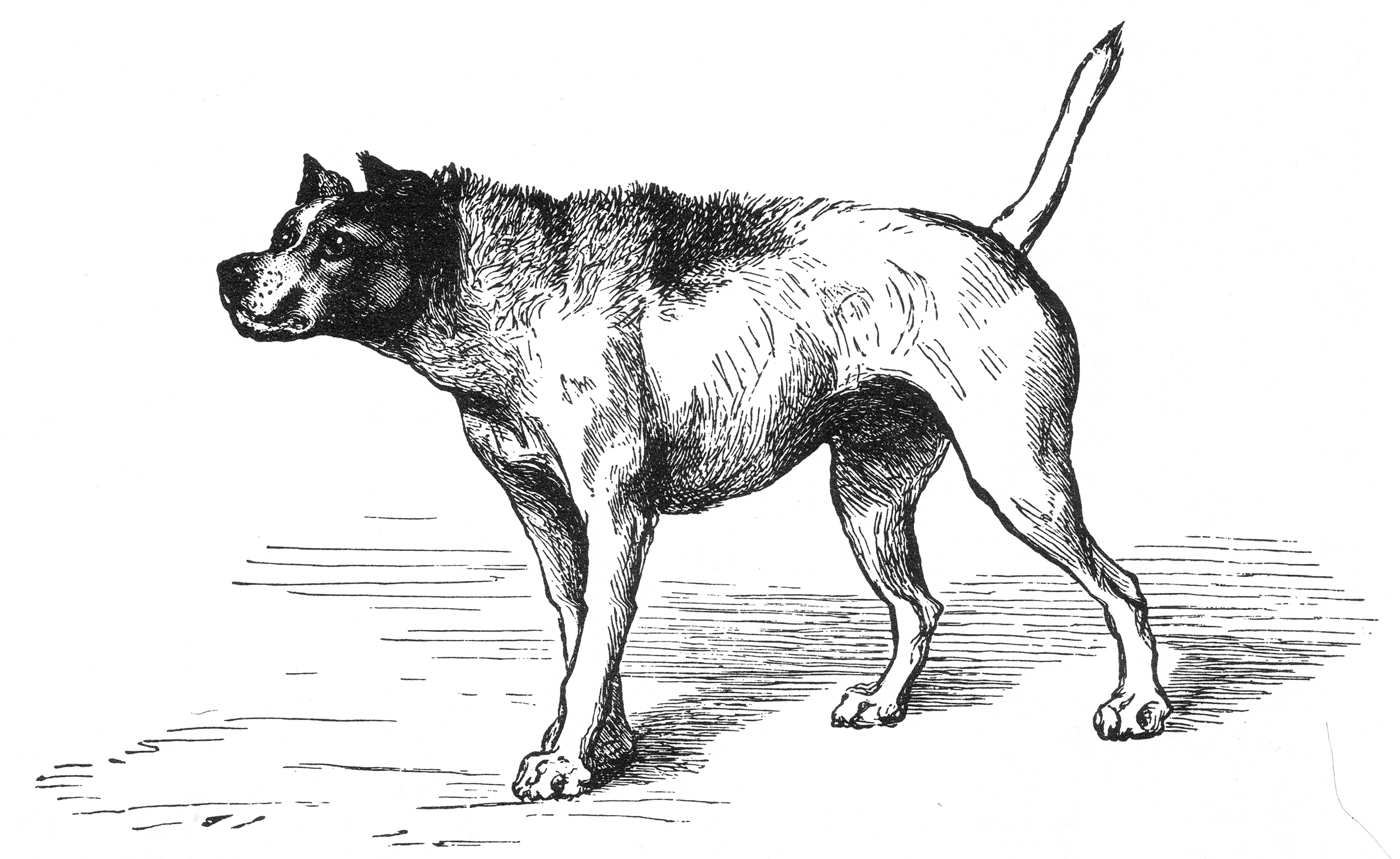
«Собака приближается к другой собаке с враждебными намерениями»
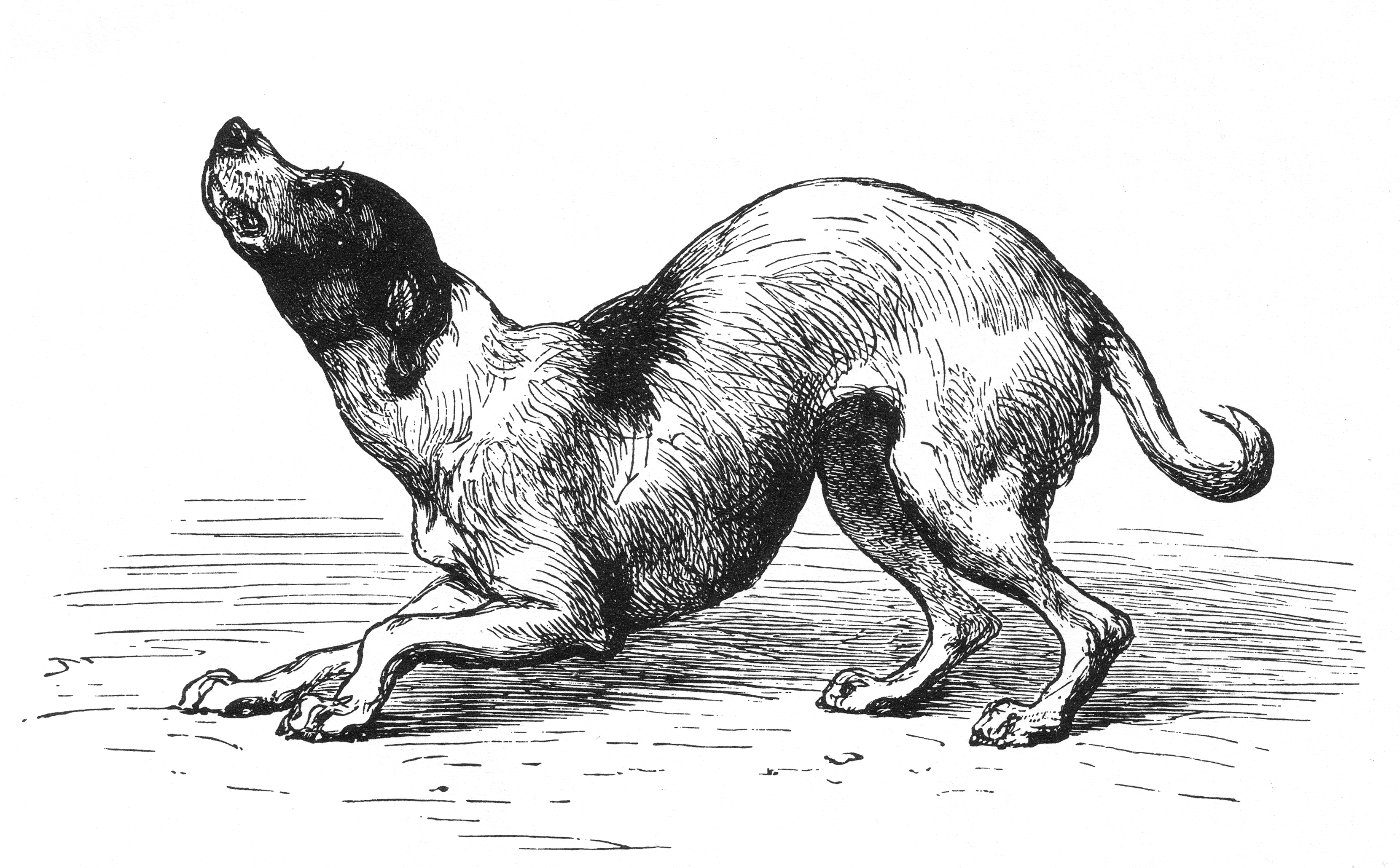
«Собака в скромном и ласковом расположении духа»
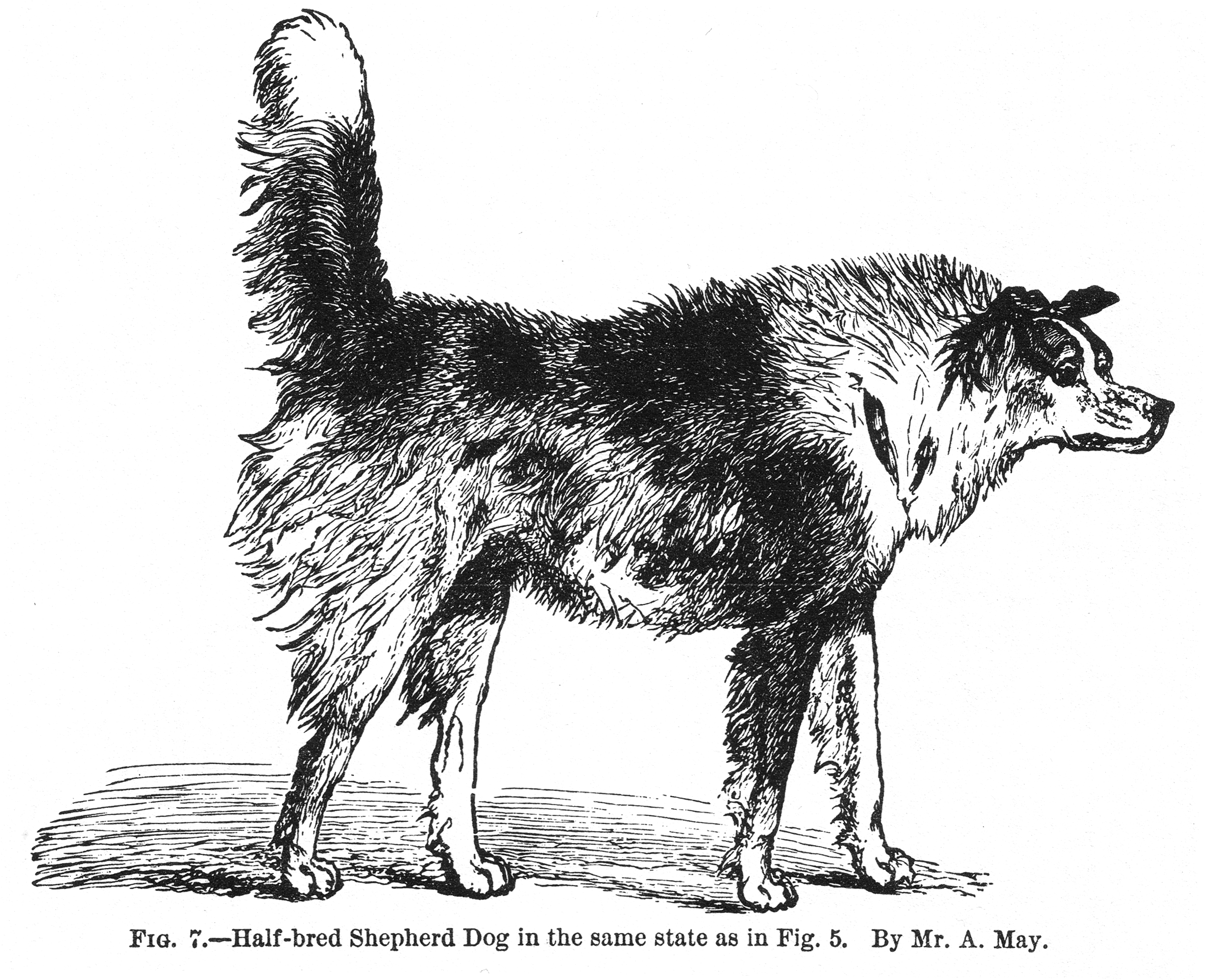
«Полукровная овчарка»
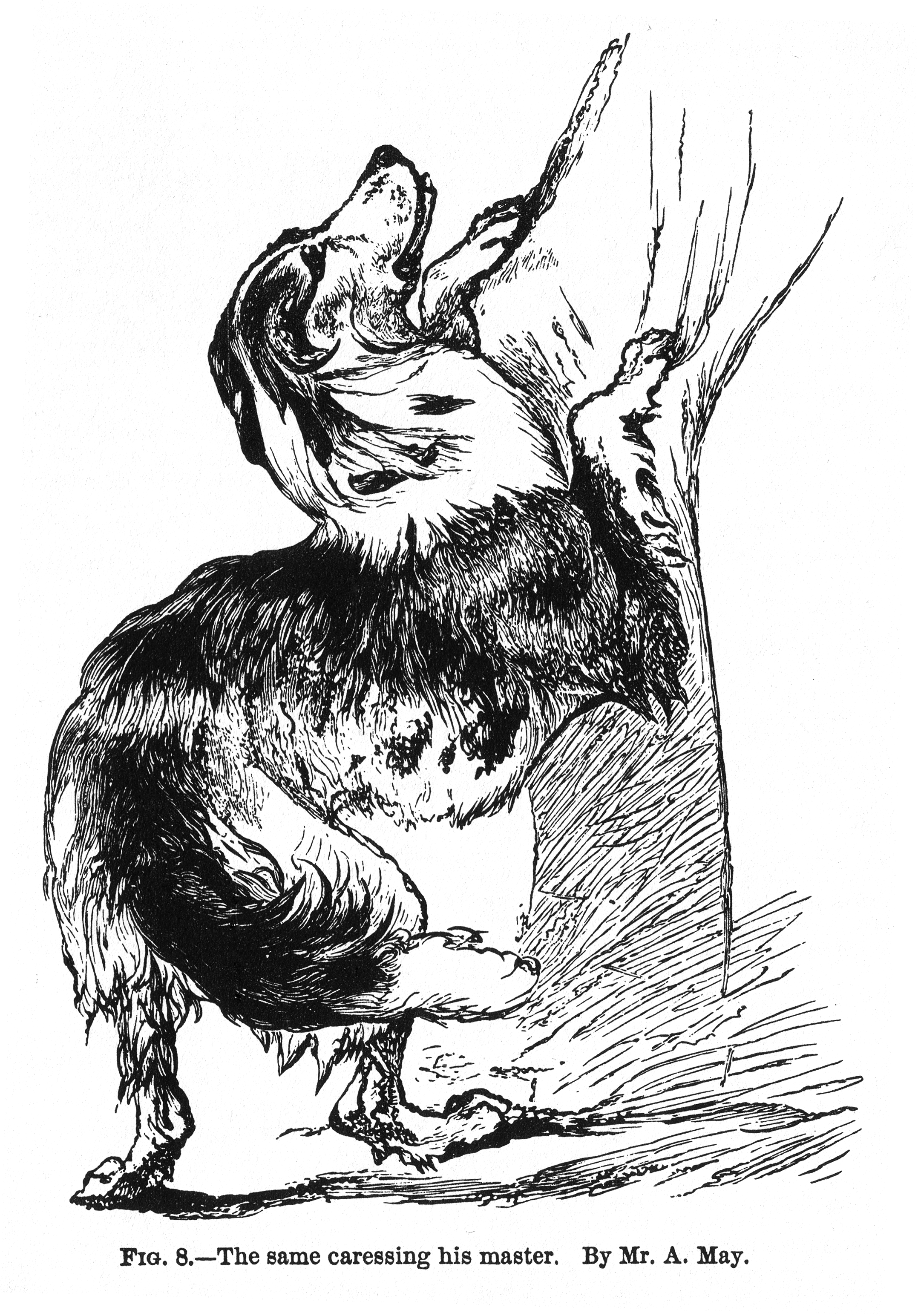
«Собака ласкает своего хозяина»

### Анекдотический подход
Доказательства эмоций у животных были в основном анекдотичными, от людей, которые регулярно взаимодействуют с домашними животными или содержащимися в неволе животными. Однако критики наличия у животных эмоций часто предполагают, что антропоморфизм является мотивирующим фактором в интерпретации наблюдаемого поведения. Большая часть споров вызвана сложностью определения эмоций и когнитивных требований, которые, как считается, необходимы животным, чтобы испытывать эмоции так же, как и люди. Проблема усугубляется трудностями при проверке эмоций у животных. Почти все, что известно о человеческих эмоциях, связано с коммуникациями.

### Научный подход
В XXI веке годы научное сообщество всё больше поддерживает идею эмоций у животных. Научные исследования позволили понять сходство физиологических изменений между людьми и животными, когда они испытывают эмоции.
За поддержку эмоций у животных и их проявлений выступает представление о том, что ощущение эмоций не требует значительных когнитивных процессов. Как предполагает Дарвин, они, скорее, могут быть мотивированы процессами действовать адаптивным образом. Недавние попытки изучения эмоций у животных привели к новым конструкциям и сборе информации в экспериментах. Профессор Мэриан Докинз предположила, что эмоции можно изучать на функциональной или механистической основе. Докинз предполагает, что просто механистические или функциональные исследования дадут ответ сами по себе, а их сочетание даст более значимые результаты.

#### Функциональный
Функциональные подходы основаны на понимании того, какую роль играют эмоции у людей, и изучении этой роли у животных. Широко используемая структура для рассмотрения эмоций в функциональном контексте описана Оатли и Дженкинсом которые рассматривают эмоции как состоящие из трех стадий: (i) оценка, в которой есть сознательная или бессознательная оценка события как относящегося к конкретной цели. Эмоция является положительной, есть движение к цели, и отрицательной в противном случае (ii) готовность к действию, когда эмоция отдает приоритет одному или нескольким видам действий и (iii) физиологические изменения, выражение лица, а затем поведенческие действия. Однако структура может быть слишком широкой и может использоваться для включения всего животного мира, а также некоторых растений.

#### Механистический
Второй подход, механистический, требует изучения управляющих эмоциями механизмов и поиска аналогий у животных.
Механистический подход широко используется Полом, Хардингом и Мендлом. Признавая сложность изучения эмоций у невербальных животных, Пол и др. демонстрируют возможные способы их изучения. Наблюдая за механизмами, которые участвуют в выражении человеческих эмоций, Пол и др. предполагают, что концентрация на аналогичных механизмах у животных может дать ясное представление об их ощущениях. Они отметили, что у людей когнитивные предубеждения различаются в зависимости от эмоционального состояния, и предложили это как возможную отправную точку для изучения эмоций животных. Они предполагают, что исследователи могут использовать контролируемые стимулы, которые имеют конкретный смысл для обученных животных, чтобы вызывать у этих животных определенные эмоции и оценивать, какие типы основных эмоций могут испытывать животные.

#### Когнитивный тест на предвзятость

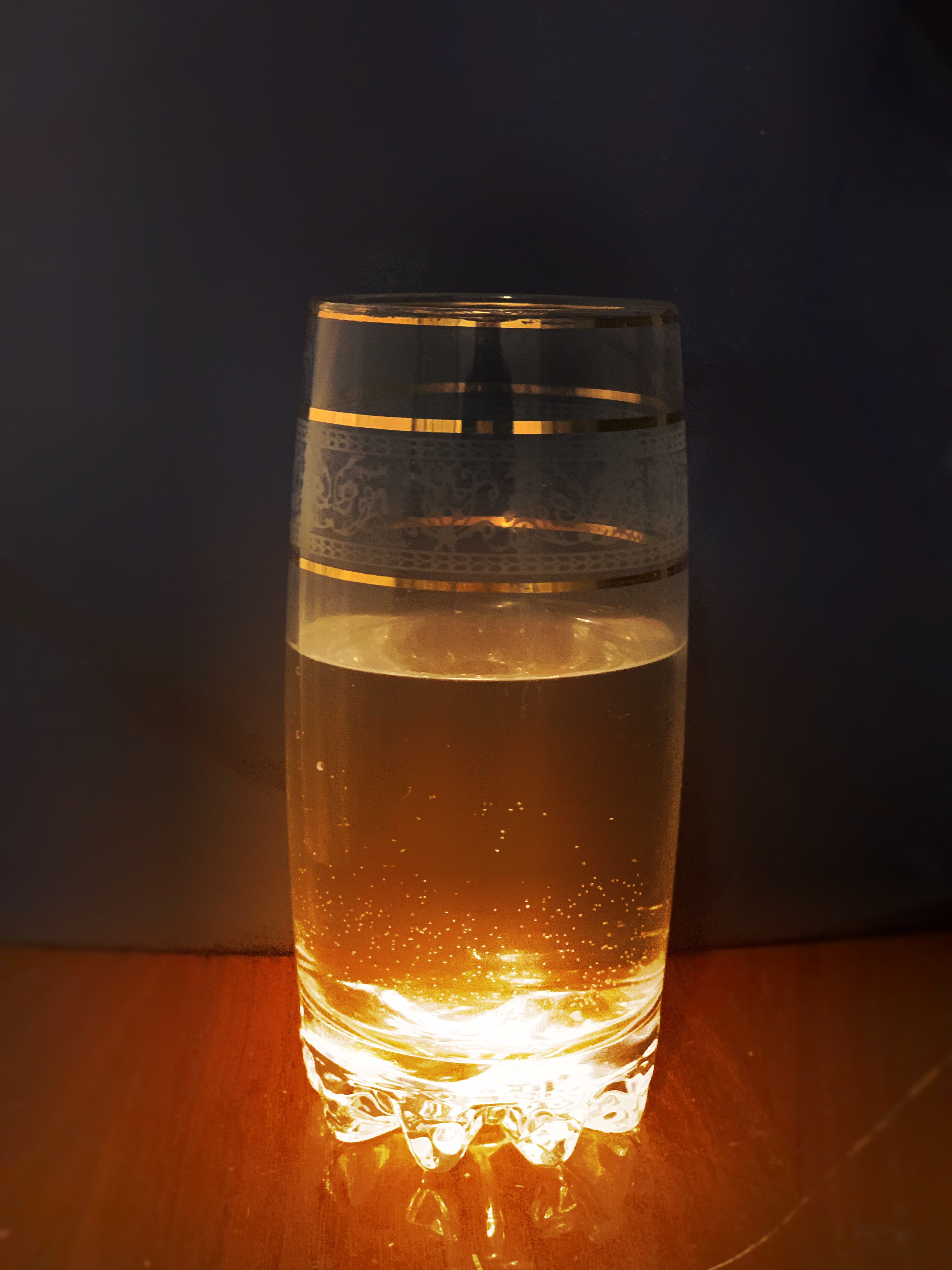
Стакан наполовину пуст или наполовину полон?

Когнитивная предвзятость (предубеждение) — это модель отклонения в суждениях, в результате чего выводы о других животных и ситуациях могут быть сделаны нелогичным образом. Люди создают свою собственную «субъективную социальную реальность» на основе восприятия входных данных. Например вопрос «Стакан наполовину пуст или наполовину полон?», используется как показатель оптимизма или пессимизма. Чтобы проверить это на животных, особь учат предвидеть, что стимул A, например, звук 20Гц, предшествует положительному событию, например, когда животное нажимает на рычаг и получает вкусную пищу. Та же особь обучается предвидеть, что стимул B, например, звук 10Гц, предшествует негативному событию, например, когда животное нажимает на рычаг и получает невкусную пищу. Затем животное проверяют, проигрывая промежуточный стимул C, например, звук 15Гц, и наблюдая за тем, нажимает ли животное рычаг, связанный с положительной или отрицательной наградой, тем самым показывая, находится ли животное в хорошем или плохом настроении. На это может влиять, например, тип помещения, в котором содержится животное.
Используя этот подход, было обнаружено, что крысы, которых подвергали уходу или щекотке, демонстрировали разные реакции на промежуточный стимул: крысы, которых щекотали, были более оптимистичными. Авторы заявили, что они продемонстрировали «впервые связь между непосредственно измеренным положительным аффективным состоянием и принятием решений в условиях неопределенности на модели животных».
Когнитивные предубеждения были обнаружены у многих видов, включая крыс, собак, макак-резус, овец, цыплят, скворцов и пчёл.

## Критика
Аргумент о том, что животные испытывают эмоции, иногда отвергают из-за отсутствия уверенных доказательств, а те, кто не верит в идею интеллекта животных, часто утверждают, что антропоморфизм играет роль во взглядах людей. Те, кто отвергает способность животных испытывать эмоции, делают это в основном, ссылаясь на несоответствия в исследованиях, подтверждающих существование эмоций. Не имея лингвистических средств для передачи эмоций, кроме интерпретации поведенческих реакций, сложность описания эмоций у животных в значительной степени зависит от интерпретационных экспериментов, которые опираются на результаты, полученные на людях.
Некоторые люди выступают против концепции эмоций животных и предполагают, что эмоции не универсальны, в том числе и у людей. Если эмоции не универсальны, это указывает на отсутствие филогенетической связи между человеческими и нечеловеческими эмоциями. Таким образом, отношения, нарисованные сторонниками эмоций животных, были бы просто предложением механистических свойств, которые способствуют адаптивности, но лишены сложности человеческих эмоциональных конструкций. И тогда социальный образ жизни может играть роль в процессе превращения простых эмоций в более сложные.
В ходе опроса Дарвин пришел к выводу, что люди имеют общие универсальные способы выражения эмоций, и предположил, что животные, вероятно, в некоторой степени тоже. Социальные конструкционисты игнорируют концепцию универсальности эмоций. Другие придерживаются промежуточной позиции, предполагая, что основные способы выражения эмоций универсальны, а тонкости развиваются культурно. Исследование Эльфенбейна и Амбади показало, что люди, принадлежащие к определенной культуре, лучше распознают эмоции представителей этой культуры.